# توشیو فوروکاوا
توشیو فوروکاوا (انگلیسی: Toshio Furukawa; ۱۶ ژوئیهٔ ۱۹۴۶ – ) بازیگر، صداپیشه، و گیتارنواز اهل ژاپن بود.
از فیلم‌ها یا برنامه‌های تلویزیونی که وی در آن نقش داشته‌است می‌توان به مشت ستاره شمالی اشاره کرد.